# Шишман Ангеловски
Шишман Ангеловски (на македонска литературна норма: Шишман Ангеловски) е театрален, кино и телевизионен актьор от Социалистическа република Македония.

## Биография
Роден е на 24 април 1937 година в София, България. Професионалната си кариера започва в Кукления театър в Скопие в 1957 година. В същата година започва да излиза и на сцената на Македонския народен театър. Ангеловски е член на Драматичния театър в Скопие от 1959 година, където изиграва над 80 роли. Носител е на наградата на Сдружението на драматичните артисти на Република Македония, както и на няколко други признания, спечелени за работата си като филмов актьор. Шишман Ангеловски е провъзгласен за „Най-популярно ТВ лице на Република Македония“.
Умира на 7 февруари 1995 година в Скопие.

## Филмография[1]
| Година | Филм                            | Филм                        | Роля               |
| ------ | ------------------------------- | --------------------------- | ------------------ |
| 1969   | „Време без война“               | „Време без војна“           | главна роля        |
| 1971   | „Македонски дял от пъкъла“      | „Македонски дел од пеколот“ | второстепенна роля |
| 1972   | „Изстрел“                       | „Истрел“                    | второстепенна роля |
| 1973   | „Татко (Прокълнати сме, Ирина)“ | „Татко (Колнати сме, Ирина“ | второстепенна роля |
| 1976   | „Най-дългият път“               | „Најдолгиот пат“            | главна роля        |
| 1980   | „Време, води“                   | „Време, води“               | главна роля        |
| 1981   | „Цървеният кон“                 | „Црвениот коњ“              | второстепенна роля |
| 1991   | „Татуиране“                     | „Тетовирање“                | второстепенна роля |
| 1993   | „Македонска сага“               | „Македонска сага“           | второстепенна роля |